# Saint-Martin-du-Tertre (Yonne)
Saint-Martin-du-Tertre település Franciaországban, Yonne megyében. Lakosainak száma 1553 fő (2022. január 1.). Saint-Martin-du-Tertre Courtois-sur-Yonne, Nailly, Paron, Saint-Denis-lès-Sens és Sens községekkel határos.

## Népesség
A település népessége az elmúlt években az alábbi módon változott:
| Lakosok száma | 1567 | 1580 | 1616 | 1567 | 1546 | 1525 | 1529 | 1533 | 1553 |
|               | 2013 | 2015 | 2016 | 2017 | 2018 | 2019 | 2020 | 2021 | 2022 |